# Escudo del Municipio José Tadeo Monagas y Altagracia de Orituco
El Escudo del Municipio José Tadeo Monagas y Altagracia de Orituco fue diseñado por Don José Vicente Hernández Chilibertti e Hilmar Hernández de Constant, en el año 1993. 

## Descripción
El escudo está dividido en tres cuarteles; en la parte superior una cinta tricolor anudada en el centro sobre un semicírculo verde, en el cual se divisa un llanero a caballo que simboliza la libertad sobre la extensa llanura.
- En el Primer Cuartel: Sobre un fondo rojo, está un aborigen representando a los Guaiqueries y Guamonteyes, primeros pobladores de los valles del Orituco, sobre la cabeza del aborigen están colocadas siete estrellas color plata que representan las siete parroquias que conforman el municipio.
- En el Segundo Cuartel: Sobre un fondo amarillo, un faro de luz con libro abierto sobre el cual reposa una mazorca de maíz que representa la tradición y cultura del saber del pueblo del Orituco.
- En el Tercer Cuartel: Sobre un fondo verde, representando un paisaje sobre el cual destaca el Morro de Macaira, una hoja de tabaco, el Embalse de Guanapito y una casa en medio del verdor, que representan la Hacienda La Elvira, como símbolos de riqueza del pueblo.

En Ambos lados unas panojas de siego atadas en la parte inferior con una cinta tricolor con la siguiente leyenda.
- En la Parte Amarilla se lee: 1 de marzo de 1694, fecha de nacimiento del pueblo de Nuestra Señora Altagracia de Orituco.
- En la Cinta azul se lee: 29 de septiembre de 1993, fecha en que fue decretado Oficialmente el escudo de Altagracia de Orituco y del Municipio Monagas.
- En la Cinta de color rojo se lee: Nuestra Señora de Altagracia de Orituco, en la parte izquierda que es el nombre del pueblo; en el lado derecho, aparece Estado Guárico que es la entidad federal a la cual pertenece el pueblo.

Este escudo reposa en el salón de sesiones de la Cámara Municipal.